# I’ve Got a Feeling
I’ve Got a Feeling (englisch für „Ich habe ein Gefühl“) ist ein Lied der britischen Band The Beatles, das 1970 auf ihrem zwölften Studioalbum Let It Be veröffentlicht wurde. Komponiert wurde es von John Lennon und Paul McCartney und unter der Autorenangabe Lennon/McCartney veröffentlicht.

## Hintergrund
I’ve Got a Feeling basiert auf den musikalischen Ideen von John Lennon und Paul McCartney. Beide Komponisten fügten ihre Lieder zu einem im Haus von McCartney in der Londoner Cavendish Avenue zusammen.
Der Teil des Liedes von McCartney ist ein Liebeslied an seine zukünftige Frau Linda McCartney gerichtet.
Der Teil von Lennon heißt ursprünglich Everybody Had A Hard Year (oder Everyone Had a Bad Year) und wurde textlich durch persönliche Schicksalsschläge (Ende von Lennons Ehe, Entfernung von seinem Sohn Julian, Probleme mit Heroin und Probleme der Band) beeinflusst und im Dezember 1968 als Demo aufgenommen. Ebenfalls im Dezember 1968 wurde John Lennon im Garten seines Hauses in Kenwood gefilmt, wie er das Lied Everybody Had A Hard Year zur Gitarrenbegleitung singt. Das Filmmaterial wurde für den John Lennon/Yoko-Ono-Film Rape: Film No. 6 verwendet.
I’ve Got a Feeling gehört zu den Liedern, die für den Beatles-Dokumentarfilm Let It Be verwendet worden sind. Die erste Version von I’ve Got a Feeling im Film stammt von den Probeaufnahmen in den Twickenham Film Studios, die zweite vom Rooftop Concert.

## Aufnahme

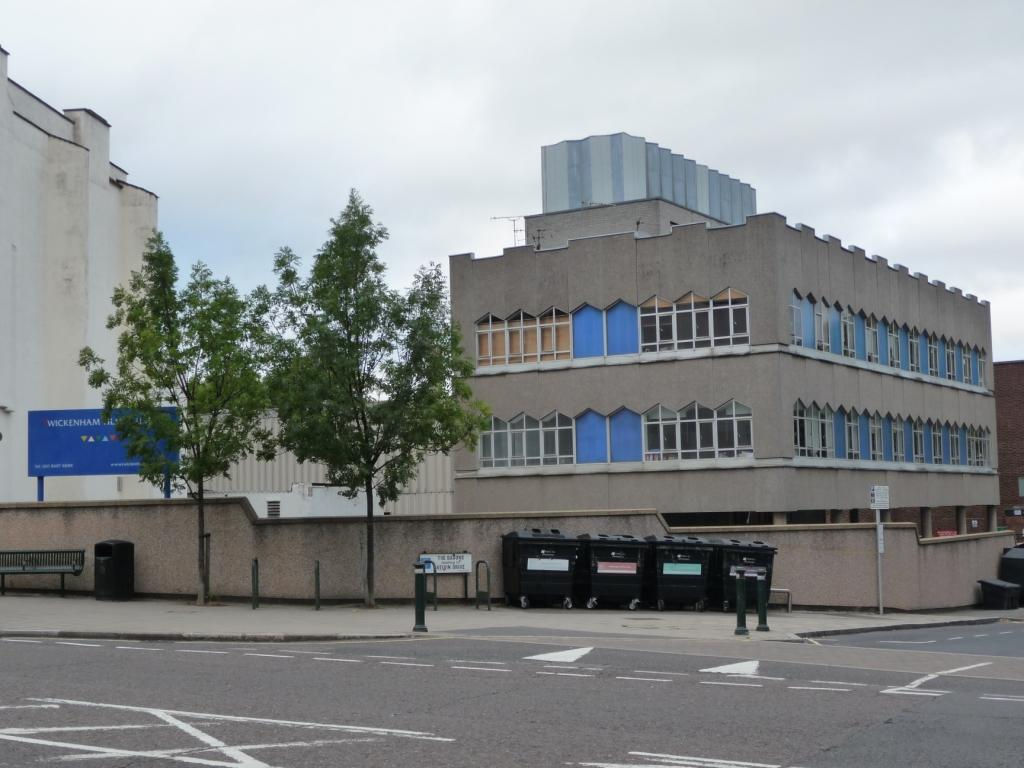
Twickenham Film Studios

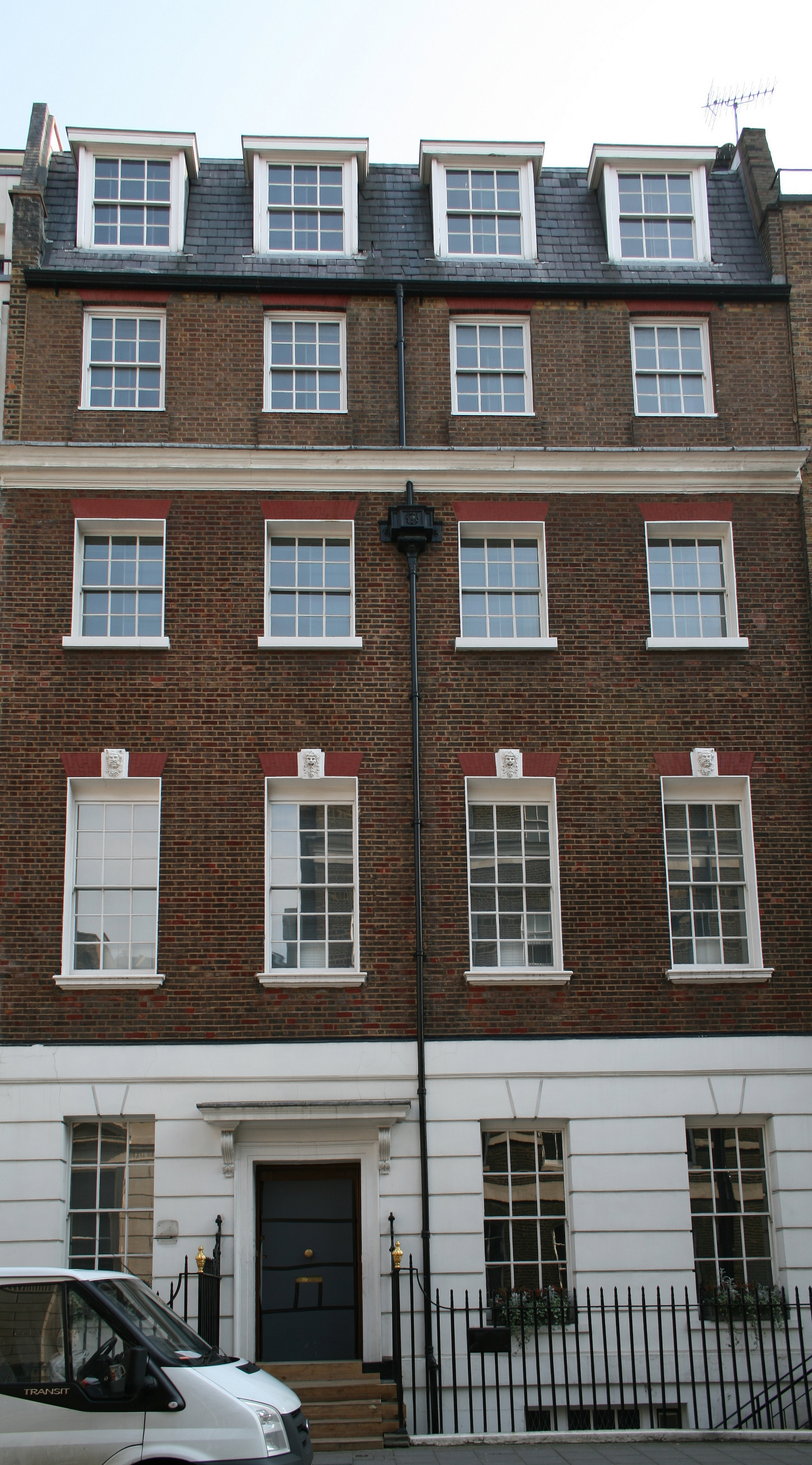
Savile Row 3, Ort des letzten Liveauftritts

Die ersten Aufnahmen des Liedes I’ve Got a Feeling erfolgten am 2., 3., 6., 7. und 10. Januar 1969 in den Twickenham Film Studios auf Nagra-Tonbändern in Mono.
I’ve Got a Feeling wurde ab dem 21. Januar 1969 in den Londoner Apple Studios in der Savile Row Nr. 3 mit Glyn Johns als Produzenten aufgenommen. Glyn Johns war auch der Toningenieur der Aufnahmen. Weitere Aufnahmen erfolgten am 22., 23., 24., 27. und 28. Januar mit George Martin als Produzent und Glyn Johns als Toningenieur. Sämtliche Aufnahmen wurden live ohne Overdubs eingespielt.
Am 30. Januar begab sich die Gruppe – unterstützt von Billy Preston am Keyboard – auf das Dach des Apple-Gebäudes und spielte dort (auf dem Apple Corps rooftop) das sogenannte Rooftop Concert. Gespielt wurden die Lieder Get Back (3 Mal), Don’t Let Me Down (2 Mal), I’ve Got a Feeling (2 Mal), One After 909 (1 Mal) und Dig a Pony (1 Mal). George Martin war wiederum Produzent und Glyn Johns Toningenieur.
Am 5. Februar stellte Glyn Johns eine vorläufige Stereoabmischung der Liveversion von I’ve Got a Feeling der Rooftop-Concert-Aufnahme her.
Im April und Mai 1969 stellte Glyn Johns in den Olympic Sound Studios die erste Fassung des Albums Get Back fertig, auf diesem befindet sich eine Studioversion vom 22. Januar von I’ve Got a Feeling. Am 5. Januar 1970 wurde die zweite Fassung vom Get Back-Album von Glyn Johns in den Olympic Sound Studios hergestellt, auf dieser befindet sich ebenfalls die Version vom 22. Januar 1969 von I’ve Got a Feeling. Beide Versionen des Albums von Glyn Johns wurden von den Beatles abgelehnt.
Im März 1970 erhielt Phil Spector von John Lennon, George Harrison und Allen Klein den Auftrag, das Album endgültig fertigzustellen. Am 23. März mischte Spector in den Abbey Road Studios mit Hilfe des Toningenieurs Peter Brown und in Anwesenheit von Klein und Harrison unter anderen das Lied I’ve Got a Feeling neu ab, er verwendete die erste Rooftop Concert-Aufnahme des Liedes vom 30. Januar 1969.
Besetzung
- John Lennon: Rhythmusgitarre, Gesang
- Paul McCartney: Bass, Gesang
- George Harrison: Leadgitarre, Hintergrundgesang
- Ringo Starr: Schlagzeug
- Billy Preston: Elektrisches Klavier

## Veröffentlichungen
- Am 8. Mai 1970 erschien in Deutschland das 17. Beatles-Album Let It Be, auf dem I’ve Got a Feeling enthalten ist. In Großbritannien wurde das Album ebenfalls am 8. Mai veröffentlicht, dort war es das 13. Beatles-Album. In den USA erschien das Album zehn Tage später, am 18. Mai 1970, dort war es das 20. Album der Beatles.
- Am 25. Oktober 1996 wurde das Kompilationsalbum Anthology 3 veröffentlicht, auf dem sich eine Version von I’ve Got a Feeling befindet. Bei dieser Version handelt es sich um eine Studioversion vom 22. Januar 1969,[4] die in den Apple-Studios aufgenommen wurde.
- Am 14. November 2003 erschien das Album Let It Be… Naked auf diesem befindet sich eine Neuabmischung des Liedes von Allan Rouse, Paul Hicks und Guy Massey, hierzu wurden, im Gegensatz zur Let-It-Be-Version, die beiden Versionen vom Rooftop-Konzert zusammengemischt.
- Am 15. Oktober 2021 erschien die Jubiläumsausgabe des Albums Let It Be. Auf den Deluxe-Editionen und der 2-CD-Version dieses Albums wurde der Take 10 des Liedes vom 27. Januar 1969 veröffentlicht.
- Am 28. Januar 2022 erschien das von Giles Martin und Sam Okell abgemischte Livealbum Get Back:The Rooftop Performance auf dem sich beide Liveversionen von I’ve Got a Feeling befinden.
- Auf den Livealben von Paul McCartney Good Evening New York City (2009) und Amoeba Gig (2019) befinden sich jeweils Liveversionen von I’ve Got a Feeling.

## Coverversionen
Folgend eine kleine Auswahl:
- Billy Preston – Encouraging Words [5]
- The 5th Dimension – Earthbound [6]
- Texas – The BBC Sessions [7]
- Norah Jones[8]